# Leichtathletik-Länderkampf der Männer 1937 Polen – Deutschland
| 6. Leichtathletik-Länderkampf mit deutscher Beteiligung 1937 | 6. Leichtathletik-Länderkampf mit deutscher Beteiligung 1937 |
| ------------------------------------------------------------ | ------------------------------------------------------------ |
|                                                              |                                                              |
| Ländervergleich der Männer: Polen – Deutschland              |                                                              |
| Austragungsort                                               | Warschau                                                     |
| Wettbewerbe                                                  | 18                                                           |
| Datum                                                        | 21./22. August 1937                                          |
| 1. GER 2. POL                                                | 96 Punkte 72 Punkte                                          |
| Chronik                                                      |                                                              |
| ← GER-AUT (M)                                                | GER-BEL (M) →                                                |

Im sechsten Vergleich des Länderkampfjahrs 1937 gab es mit Polen einen weiteren neuen Gegner für das Männerteam. Die Frauen hatten 1934 und 1935 bereits zwei erfolgreiche Vergleiche mit Polen ausgetragen. Am 21./22. August 1937 wurde nun in der polnischen Hauptstadt Warschau die erste Länderbegegnung der Männer zwischen den beiden Nationen ausgetragen. Parallel fanden fünf weitere deutsche Länderkämpfe an anderen Orten mit anderen Nationen an diesem Wochenende statt.

## Wettbewerbe und Modus
In dieser Veranstaltung standen wie schon in anderen Länderkämpfen zuvor mit dem 10.000-Meter-Lauf, dem 400-Meter-Hürdenlauf, dem Dreisprung und dem Hammerwurf vier zusätzliche Disziplinen gegenüber den meist üblichen Wettbewerben auf dem Programm. Der 200-Meter-Lauf dagegen wurde hier nicht ausgetragen. Gewertet wurde in den Einzelwettbewerben etwas abweichend vom später üblichen System. Der Sieger erhielt hier nur vier statt fünf Punkte, ansonsten gab es keine Unterschiede in der Punktevergabe. Einzelwertung: Pl. 1: 4 P, Pl. 2: 3 P, …, Pl. 4: 1 P. Staffeln: Pl. 1: 3 P, Pl. 2: 1 P.

## Resultat
Die deutschen Sportler traten nicht in Bestbesetzung an. Da sechs Länderkämpfe an verschiedenen Orten gleichzeitig stattfanden, musste Deutschland seine stärksten Athleten auf die verschiedenen Ereignisse verteilen, sodass die Mannschaften vor allem mit Athleten aus der zweiten Reihe besetzt waren. In den Lauf- und Sprungdisziplinen war das Ergebnis in dieser Begegnung zwischen den beiden Mannschaften ziemlich ausgeglichen. In den beiden Staffeln sowie den vier Stoß- und Wurfwettbewerben setzte sich Deutschland deutlich durch. So lag das deutsche Team in der Gesamtabrechnung mit 96 zu 72 Punkten vorn.

## Legende
Kurze Übersicht zur Bedeutung der Symbolik – so üblicherweise auch in sonstigen Veröffentlichungen verwendet:
| k. A. | keine Angabe |

## Resultate

### 100 m
| Platz | Athlet            | Land | Zeit (s) |
| ----- | ----------------- | ---- | -------- |
| 1     | Erwin Gillmeister | GER  | 10,6     |
| 2     | Bernard Zasłona   | POL  | 10,7     |
| 3     | Martin Fischer    | GER  | 10,8     |
| 4     | Grzegorz Dunecki  | POL  | 11,0     |

Datum: 21. August

### 400 m
| Platz | Athlet                           | Land | Zeit (s) |
| ----- | -------------------------------- | ---- | -------- |
| 1     | Wacław Gąssowski                 | POL  | 48,3     |
| 2     | Helmut Hamann                    | GER  | 48,8     |
| 3     | Friedrich Wilhelm von Stülpnagel | GER  | 49,0     |
| 4     | Tadeusz Śliwak                   | POL  | 50,3     |

Datum: 21. August

### 800 m
| Platz | Athlet              | Land | Zeit (min) |
| ----- | ------------------- | ---- | ---------- |
| 1     | Kazimierz Kucharski | POL  | 1:55,2     |
| 2     | Wacław Gąssowski    | POL  | 1:55,8     |
| 3     | Erich Linnhoff      | GER  | 1:56,1     |
| 4     | Ewald Mertens       | GER  | 1:57,0     |

Datum: 21. August

### 1500 m
| Platz | Athlet              | Land | Zeit (min) |
| ----- | ------------------- | ---- | ---------- |
| 1     | Fritz Schaumburg    | GER  | 3:53,2     |
| 2     | Kazimierz Kucharski | POL  | 3:58,5     |
| 3     | Wacław Soldan       | POL  | 4:01,2     |
| 4     | Erich Ill           | GER  | 4:04,6     |

Datum: 22. August

### 5000 m
| Platz | Athlet          | Land | Zeit (min) |
| ----- | --------------- | ---- | ---------- |
| 1     | Józef Noji      | POL  | 15:26,0    |
| 2     | Max Syring      | GER  | 15:28,6    |
| 3     | Wacław Duplicki | POL  | 15:35,6    |
| 4     | Otto Eitel      | GER  | 15:46,4    |

Datum: 22. August

### 10.000 m
| Platz | Athlet          | Land | Zeit (min) |
| ----- | --------------- | ---- | ---------- |
| 1     | Józef Noji      | POL  | 32:00,8    |
| 2     | Ernst Eberhardt | GER  | 32:03,6    |
| 3     | Czesław Wirkus  | POL  | 32:04,2    |
| 4     | Walter Lieck    | GER  | k. A.      |

Datum: 21. August

### 110 m Hürden
| Platz | Athlet                | Land | Zeit (s) |
| ----- | --------------------- | ---- | -------- |
| 1     | Ferdinand Beschetznik | GER  | 15,0     |
| 2     | Lothar Schellin       | GER  | 15,1     |
| 3     | Władysław Niemiec     | POL  | 15,3     |
| 4     | Mieczysław Haspel     | POL  | 15,8     |

Datum: 21. August

### 400 m Hürden
| Platz | Athlet                    | Land | Zeit (s) |
| ----- | ------------------------- | ---- | -------- |
| 1     | Friedrich-Wilhelm Hölling | GER  | 54,2     |
| 2     | Kurt Graßhoff             | GER  | 55,5     |
| 3     | Wacław Gąssowski          | POL  | 56,2     |
| 4     | Stefan Kostrzewski        | POL  | 56,7     |

Datum: 22. August

### 4 × 100 m Staffel
| Platz | Besetzung       | Land                                                           | Zeit (s) |
| ----- | --------------- | -------------------------------------------------------------- | -------- |
| 1     | Deutsches Reich | Wilhelm Leichum Heinz Matthus Martin Fischer Erwin Gillmeister | 42,0     |
| 2     | Polen           | Bernard Zasłona Danowski Tadeusz Popek Grzegorz Dunecki        | 42,2     |

Datum: 21. August

### 4 × 400 m Staffel
| Platz | Besetzung       | Land                                                                                    | Zeit (min) |
| ----- | --------------- | --------------------------------------------------------------------------------------- | ---------- |
| 1     | Deutsches Reich | Helmut Hamann Friedrich Wilhelm von Stülpnagel Friedrich-Wilhelm Hölling Erich Linnhoff | 3:20,0     |
| 2     | Polen           | Bernard Zasłona Tadeusz Śliwak Klemens Biniakowski Kazimierz Kucharski                  | 3:52,6     |

Datum: 22. August

### Hochsprung
| Platz | Athlet              | Land | Höhe (m) |
| ----- | ------------------- | ---- | -------- |
| 1     | Gustav Weinkötz     | GER  | 1,80     |
| 2     | Günther Gehmert     | GER  | 1,80     |
| 3     | Wilhelm Chmiel      | POL  | 1,70     |
| 4     | Szczepan Kalinowski | POL  | 1,70     |

Datum: 22. August

### Stabhochsprung
| Platz | Athlet             | Land | Höhe (m) |
| ----- | ------------------ | ---- | -------- |
| 1     | Wilhelm Schneider  | POL  | 3,90     |
| 2     | Wolfgang Hartmann  | GER  | 3,80     |
| 3     | Władysław Klemczak | POL  | 3,70     |
| 4     | Rudolf Kobelt      | GER  | 3,60     |

Datum: 21. August

### Weitsprung
| Platz | Athlet          | Land | Weite (m) |
| ----- | --------------- | ---- | --------- |
| 1     | Luz Long        | GER  | 7,43      |
| 2     | Wilhelm Leichum | GER  | 7,12      |
| 3     | Karol Hoffmann  | POL  | 7,03      |
| 4     | Tadeusz Hanke   | POL  | 6,99      |

Datum: 22. August

### Dreisprung
| Platz | Athlet          | Land | Weite (m) |
| ----- | --------------- | ---- | --------- |
| 1     | Edward Luckhaus | POL  | 14,83     |
| 2     | Walter Ziehe    | GER  | 14,77     |
| 3     | Karol Hoffmann  | POL  | 14,61     |
| 4     | Heinz Wöllner   | GER  | 14,13     |

Datum: 21. August

### Kugelstoßen
| Platz | Athlet           | Land | Weite (m) |
| ----- | ---------------- | ---- | --------- |
| 1     | Hans Woellke     | GER  | 15,69     |
| 2     | Witold Gerutto   | POL  | 14,56     |
| 3     | Heinz Trippe     | GER  | 14,42     |
| 4     | Zbigniew Tilgner | POL  | 14,02     |

Datum: 22. August

### Diskuswurf
| Platz | Athlet          | Land | Weite (m) |
| ----- | --------------- | ---- | --------- |
| 1     | Gerd Hilbrecht  | GER  | 46,58     |
| 2     | Erwin Blask     | GER  | 43,95     |
| 3     | Leonid Fiedoruk | POL  | 43,23     |
| 4     | Witold Gerutto  | POL  | 43,23     |

Datum: 21. August

### Hammerwurf
| Platz | Athlet             | Land | Weite (m) |
| ----- | ------------------ | ---- | --------- |
| 1     | Erwin Blask        | GER  | 53,62     |
| 2     | Friedrich Sprenger | GER  | 50,37     |
| 3     | Karol Kocot        | POL  | 44,50     |
| 4     | Antoni Węglarczyk  | POL  | 41,92     |

Datum: 21. August

### Speerwurf
| Platz | Athlet          | Land | Weite (m) |
| ----- | --------------- | ---- | --------- |
| 1     | Hans Laqua      | GER  | 60,73     |
| 2     | Johannes Böder  | GER  | 55,90     |
| 3     | Walter Turczyk  | POL  | 55,60     |
| 4     | Medard Gburczyk | POL  | 46,45     |

Datum: 22. August

## Weblink
- Siege an allen sieben Fronten, Berichte zu am 21./22. August parallel stattfindenden sechs Männerländerkämpfen und einem Frauenvergleich. In: Ostdeutsche Morgenpost 23. August 1937 (PDF; 1532 KB), S. 3,  sbc.org.pl, abgerufen am 28. Mai 2024